# كلير أوبسكور: البعثة 33
كلير أوبسكور: البعثة 33 (بالإنجليزية: Clair Obscur: Expedition 33) هي لعبة فيديو من نوع تقمّص الأدوار طوّرها استوديو ساندفول إنتراكتيف الفرنسي، ونشرتها كيبلر إنتراكتيف. صدرت اللعبة في 24 أبريل 2025 لأنظمة بلاي ستيشن 5، ويندوز، وإكس بوكس سيريس إكس وسيريس إس.
تجري أحداث اللعبة في عالم خيالي مظلم يستوحي عناصره البصرية والثقافية من فترة بيل إيبوك الفرنسية. يواجه سكان جزيرة "لوميار" ظاهرة غامضة تُعرف باسم "الغومّاج"، تؤدي سنويًا إلى اختفاء كل من بلغ عمرًا معينًا، يتناقص عامًا بعد عام. في محاولة لكسر هذا المصير المحتوم الذي يتكرر كل عام، تُرسل الجزيرة بعثة تطوعية إلى البر الرئيسي بحثًا عن "الرسّامة"، وهي كيان يُعتقد أنه مصدر الظاهرة. يتحكم اللاعب بأفراد "البعثة 33"، ويخوض معهم معارك استراتيجية بنظام الأدوار تتخلّلها عناصر تفاعلية في الوقت الفعلي، ضمن رحلة عبر قارة غامضة تعجّ بالمخاطر والألغاز.
بدأ تطوير اللعبة في ظل جائحة كوفيد-19 كمشروع جانبي للمخرج غيّوم بروش، قبل أن يتحوّل إلى مشروع مستقل بإطلاق استوديو "ساندفول". استُوحي تصميم اللعبة من أعمال يابانية بارزة في هذا النوع، مثل فاينل فانتسي وبرسونا، مع التركيز على تقديم تجربة سمعية-بصرية وسردية متقنة، مستفيدة من قدرات محرك أنريل إنجن 5.

## القصة
تدور أحداث اللعبة في عالم خيالي يتّسم بأجواء قاتمة مستوحاة من الحقبة الفرنسية المعروفة باسم "بيل إيبوك". يعيش سكان جزيرة تُدعى "لوميار" تحت وطأة حدث غامض يُعرف بـ"الغومّاج"، وهو ظاهرة سنوية تؤدي إلى اختفاء جميع الأشخاص الذين يبلغون عمرًا معيّنًا، يتناقص عامًا بعد عام. لمواجهة هذا المصير المحتوم، يُشكّل أهالي الجزيرة بعثة تطوعية في كل عام تُرسل إلى البر الرئيسي، بهدف الوصول إلى كيان يُدعى "الرسّامة" يُعتقد أنه المسؤول عن هذه الظاهرة. تتناول اللعبة مسيرة "البعثة 33"، وهي المجموعة المكلّفة بهذه المهمة خلال العام الحالي، في سعيها لفهم طبيعة الغومّاج ووضع حد له.

## أسلوب اللعب
كلير أوبسكور: البعثة 33 هي لعبة تقمّص أدوار تُلعب من منظور الشخص الثالث، وتجمع بين نظام أدوار تقليدي وعناصر تفاعلية في الوقت الفعلي. يتحكم اللاعب بفريق يُعرف باسم "أفراد البعثة"، ويخوض معهم معارك استراتيجية داخل عالم خيالي.
خلال المعارك، يمكن تنفيذ هجمات قريبة لكسب نقاط قدرة (AP)، ثم إنفاقها لاستخدام مهارات خاصة أو هجمات بعيدة المدى، تُنفّذ عبر التصويب الحر. بعض المهارات تتطلب توقيتًا دقيقًا في أحداث سريعة (QTE) لتحقيق أقصى فعالية.
يتيح النظام الدفاعي مراوغة الهجمات أو التصدي لها أو القفز لتفاديها، وكلها تتم في الوقت الفعلي. التصدي الناجح يمنح نقاط قدرة إضافية وفرصة لهجوم مضاد.
تُظهر الشخصيات والأعداء شريط تحمّل يمكن كسره لإحداث صعق مؤقت. كما تتوفّر مهارات خاصة تُعرف بـ"الهجمات المتدرجة" و"التصدي المتدرج"، وهي قدرات قوية تُفعّل عند امتلاء مقياس مشترك بين أعضاء الفريق.
يمتلك كل عضو في الفريق أسلوب لعب فريد؛ "لون" تعتمد على عناصر سحرية تُدعى "البقع"، "مايل" تغيّر وضعياتها القتالية، و"مونوكو" يمكنه تقمّص قدرات خصومه.
خارج المعارك، يمكن التخييم للتفاعل مع الشخصيات وتطوير العلاقات، مما يفتح مشاهد جديدة ومهارات ومهام جانبية. تخصيص الشخصيات يتم عبر عناصر تُدعى "بيكتوز"، تُمنح قدرات إضافية، كما يمكن ترقية الأسلحة باستخدام موارد يتم جمعها أثناء الاستكشاف. تُستخدم نقاط "لومينا" لتفعيل قدرات دائمة متقدمة.
تقدّم اللعبة مستويات صعوبة متعددة، بالإضافة إلى وضع "لعبة جديدة بلس" (New Game Plus)، الذي يتيح إعادة اللعب مع الاحتفاظ بالتقدّم، ومواجهة أعداء أكثر قوة.

## المبيعات
حققت اللعبة نجاحًا تجاريًا كبيرًا، إذ تجاوزت مبيعاتها 3.3 ملايين نسخة في غضون 33 يومًا من إصدارها، وحظيت بإشادة نقدية واسعة على مستوى الرسوم وأسلوب القتال والتوجّه الفني.

## الاستقبال النقدي
كلير أوبسكور: البعثة 33 حصدت إشادة نقدية واسعة من النقاد، إذ حققت متوسط تقييم بلغ 91 من 100 على منصة الحاسب الشخصي، و93 من 100 على بلاي ستيشن 5، و91 من 100 على إكس بوكس سيريس إكس/إس. كما أشار موقع "أوبن كريتيك" إلى أن 97% من النقاد أوصوا بتجربتها، مع متوسط تقييم عام بلغ 92%.
| التقييم العام     | التقييم العام   |
| ----------------- | --------------- |
| Metacritic (PC)   | 91/100          |
| Metacritic (PS5)  | 93/100          |
| Metacritic (XSXS) | 91/100          |
| OpenCritic        | 92% (97% توصية) |
| التقييمات النقدية |                 |
| IGN               | 9/10            |
| GameSpot          | 9/10            |
| Edge              | 10/10           |
| Game Informer     | 9/10            |
| Eurogamer         | 4/5             |
| GamesRadar        | 4.5/5           |
| PC Gamer          | 70/100          |

## وصلات خارجية
Clair Obscur: Expedition 33 على موقع Metacritic
Clair Obscur: Expedition 33 على موقع OpenCritic
Clair Obscur: Expedition 33 على IMDb